# Jane Bunnett
Jane Bunnett, née le 22 octobre 1956, est une musicienne de jazz, saxophoniste et flutiste canadienne. 
Elle dirige un groupe musical de jazz afro-cubain avec lequel elle utilise la trompette chinoise ou suona, instrument de musique apporté par les émigrants chinois à Cuba.
En 1990, elle fait une tournée en Australie et en Nouvelle-Zélande avec son quartet et le musicien de jazz québécois Jean Bernard Beaudet.
En 2004, elle fut élevée au rang d'officier de l'Ordre du Canada.
En 2006, elle est diplômée d'un doctorat honorifique par l'Université Queen's à Kingston, en Ontario.

## Discographie
- Jane Bunnett/Don Pullen - New York Duets, 1989.
- Jane Bunnett Quintet - Live at Sweet Basil, 1990.
- Jane Bunnett - Spirits of Havana, 1991.
- Jane Bunnett - In Dew Time, 1991 (with Pullen and Dewey Redman)
- Jane Bunnett - The Water is Wide, 1993 (avec Don Pullen, Jeanne Lee, et Sheila Jordan)
- Paul Bley/Jane Bunnett - Double Time, 1994.
- Jane Bunnett Rendez-Vous Brazil Cuba, 1995.
- Jane Bunnett and The Cuban Piano Masters, 1996.
- Havana Flute Summit, 1998.
- Jane Bunnett & The Spirits of Havana - Chamalongo, 1998.
- Jane Bunnett & The Spirits of Havana - Ritmo + Soul, 2000.
- Jane Bunnett - Alma de Santiago, 2001, Juno Award nomination pour le meilleur enregistrement et Grammy Award nomination pour le meilleur album de jazz latino.
- Spirituals and Dedications, 2002.
- Jane Bunnett - Cuban Odyssey, 2002, Juno Award nomination pour le meilleur enregistrement nomination au "Grammy Award" nomination pour le meilleur "Latin Jazz recording".
- Jane Bunnett - Red Dragonfly (AKA Tombo), 2004, Juno Award nomination pour le meilleur album de jazz contemporain de l'année.
- Jane Bunnet - Radio Guantanamo(Guantanamo Blues Project Vol. 1) 2006 Gagnante du "Juno Award" pour le meilleur album de jazz contemporain de l'année.